# Хаят Міршад
Хаят Міршад (нар.. у 1988 році) — ліванська активістка, феміністка, журналістка. Співзасновниця громадської організації феміністок FEMALE.  Виступає за гендерну рівність у Лівані.

## Біографія
Хаят Міршад закінчила Ліванський університет за фахом «англійська література і гуманітарний курс гендерної рівності та людського розвитку» Американського університету Бейрута.
У 2012 році Хаят заснувала перший феміністський вебсайт у Лівані з назвою «Sharika wa Laken» («Партнер, ще не рівний»).
У 2007 році вона стала співзасновником і одним з директорів некомерційної громадської організації феміністок FEMALE.  Вона також є керівником відділу зв'язків з громадськістю Демократичних зборів ліванських жінок і членом провідного міжнародного органу, що координує роботу системи ООН у питанні гендерної рівності ООН-Жінки. Хаят також співпрацює з програмою «Чоловіки та жінки за гендерну рівність» Регіонального офісу ООН Жінки в арабських державах — проєктом, що фінансується Шведським агентством з питань міжнародного розвитку та співробітництва, спрямованим на дослідження першопричин гендерної нерівності в регіоні та їх усунення за принципом «знизу-вгору».

## Нагороди
У 2020 році Хаят Міршад була визнана BBC однієї зі 100 найвпливовіших жінок року.